# Бой в Макасарском проливе
Бой в Макассарском проливе (нид. Slag bij Straat Makassar) — попытка американско-нидерландской флотилии перехватить 4 февраля 1942 года японский конвой в южной части Макассарского пролива.

## Предыстория
4 января 1942 года в Юго-Восточной Азии было создано единое командование голландскими, английскими, американскими и австралийскими войсками (ABDA). Американский адмирал Томас Харт был назначен командующим «флота ABDA».
В конце января японцы захватили Баликпапан. Американское соединение ночью атаковало японские транспорты, но не смогло воспрепятствовать высадке. После этого боя американское соединение ушло к якорной стоянке Бунда на острове Мадура, где находились другие американские корабли, а также соединение нидерландских военных кораблей контр-адмирала Карела Доормана, который и принял командование над получившимся Объединённым штурмовым соединением.

## Ход событий
Американскими разведывательными самолётами у южного входа в Макассарский пролив был обнаружен японский конвой, состоявший из трёх крейсеров, нескольких эсминцев и около двадцати транспортов, который, очевидно, направлялся в Макассар либо Банджармасин. Для перехвата конвоя Объединённое соединение вышло в 00:00 4 февраля. Карел Доорман держал флаг на нидерландском лёгком крейсере «Де Рюйтер», за ним в кильватер шли американские крейсера «Хьюстон», «Марблхэд» и «Тромп». Четыре американских эсминца охраняли фланги, а четыре нидерландских эсминца прикрывали тыл.
В 9:35 Доорман передал по радио сообщение о том, что, по имевшимся у него сведениям, 37 японских бомбардировщиков направляются в Сурабаю. В 9:49 с «Марблхэда» заметили приближающиеся с востока четыре эскадрильи японских самолётов по девять машин в каждой. Корабли союзников рассредоточились, чтобы иметь возможность маневрировать, а также чтобы противник распылил свои силы на маленькие группы.
В 9:54 девять бомбардировщиков отделились от общей колонны и, минуя «Тромп» и эсминцы, взяли курс на два ведущих крейсера. От трёх атак первой волны «Марблхэд» уклонился, сбив один японский самолёт, но бомба со следующей эскадрильи бомбардировщиков заклинила ему руль, и корабль лёг в циркуляцию. В 11:11 очередная волна японских самолётов атаковала «Де Рюйтер», добившись нескольких попаданий. Получил повреждения и «Хьюстон», сумевший сбить несколько японских самолётов.
Японцы улетели, сообщив, что ими потоплено два крейсера и ещё два повреждено. На самом деле все корабли остались на плаву. К полудню некоторые повреждения на «Марблхэде» были исправлены, и он смог медленно двигаться дальше. Эскортируемый «Де Рюйтером» и американскими эсминцами, «Марблхэд» отправился в Чилачап, а манёвренное соединение взяло курс на пролив Ломбок.

## Итоги и последствия
Возмущённый отступлением Доормана, Харт серьёзно думал о том, чтобы отстранить его от командования, и не сделал этого лишь потому, что замена Доормана могла обидеть защищавших свою землю нидерландцев. Серьёзно повреждённый «Марблхэд» после того, как на Яве ему временно заделали пробоину в носовой части, управляясь машинами ушёл на Цейлон, а оттуда, после временного ремонта, в Бруклин.
Японские корабли, замеченные американскими разведывательными самолётами, направлялись к Макассару, который был взят ими 8 февраля 1942 года.